# Peter Allen (hockey sur glace)
Pour les articles homonymes, voir Peter Allen et Allen.
Peter Allen (né le 6 mars 1970 à Calgary dans la province de l'Alberta au Canada) est un joueur professionnel canadien de hockey sur glace. Il évolue au poste de défenseur.

## Carrière en club
Allen a commencé sa carrière en jouant dans le championnat universitaire (NCAA) pour l'équipe de l'Université Yale, les Bulldogs de Yale, en 1989-1990.
En 1991, les Bruins de Boston le choisissent au cours du repêchage supplémentaire de la Ligue nationale de hockey mais il ne jouera que très peu dans la LNH. Ses seuls matchs seront sous les couleurs des Penguins de Pittsburgh au cours de la saison 1995-1996.
En 2000-2001, il quitte l'Amérique du Nord et rejoint l'Allemagne et son championnat, la Deutsche Eishockey-Liga. Il met fin à sa carrière à la fin de la saison 2003-2004.

## Statistiques de carrière

### En club
| Saison     | Équipe                              | Ligue         |    | Saison régulière | Saison régulière | Saison régulière | Saison régulière | Saison régulière |   | Séries éliminatoires | Séries éliminatoires | Séries éliminatoires | Séries éliminatoires | Séries éliminatoires |
| Saison     | Équipe                              | Ligue         | PJ | B                | A                | Pts              | Pun              | PJ               | B | A                    | Pts                  | Pun                  |                      |                      |
| 1989-1990  | Bulldogs de Yale                    | NCAA          | 26 | 2                | 4                | 6                | 16               | -                | - | -                    | -                    | -                    |                      |                      |
| 1990-1991  | Bulldogs de Yale                    | NCAA          | 17 | 0                | 6                | 6                | 14               | -                | - | -                    | -                    | -                    |                      |                      |
| 1991-1992  | Bulldogs de Yale                    | NCAA          | 26 | 6                | 12               | 18               | 26               | -                | - | -                    | -                    | -                    |                      |                      |
| 1992-1993  | Bulldogs de Yale                    | NCAA          | 30 | 3                | 15               | 18               | 32               | -                | - | -                    | -                    | -                    |                      |                      |
| 1993-1994  | Équipe nationale du Canada          | Intl          | 14 | 2                | 3                | 5                | 15               | -                | - | -                    | -                    | -                    |                      |                      |
| 1993-1994  | Renegades de Richmond               | ECHL          | 52 | 2                | 16               | 18               | 62               | -                | - | -                    | -                    | -                    |                      |                      |
| 1993-1994  | Senators de l'Île-du-Prince-Édouard | LAH           | 6  | 0                | 1                | 1                | 6                | -                | - | -                    | -                    | -                    |                      |                      |
| 1994-1995  | Équipe nationale du Canada          | Intl          | 52 | 5                | 15               | 20               | 36               | -                | - | -                    | -                    | -                    |                      |                      |
| 1995-1996  | Lumberjacks de Cleveland            | LIH           | 65 | 3                | 45               | 48               | 55               | 3                | 0 | 0                    | 0                    | 2                    |                      |                      |
| 1995-1996  | Penguins de Pittsburgh              | LNH           | 8  | 0                | 0                | 0                | 8                | -                | - | -                    | -                    | -                    |                      |                      |
| 1996-1997  | Lumberjacks de Cleveland            | LIH           | 81 | 14               | 31               | 45               | 75               | 14               | 0 | 6                    | 6                    | 24                   |                      |                      |
| 1997-1998  | Thoroughblades du Kentucky          | LAH           | 72 | 0                | 18               | 18               | 73               | 3                | 0 | 1                    | 1                    | 4                    |                      |                      |
| 1998-1999  | Thoroughblades du Kentucky          | LAH           | 72 | 3                | 17               | 20               | 48               | 12               | 1 | 1                    | 2                    | 8                    |                      |                      |
| 1999-2000  | Équipe nationale du Canada          | Intl          | 49 | 5                | 20               | 25               | 30               | -                | - | -                    | -                    | -                    |                      |                      |
| 1999-2000  | HC Coire                            | LNB           | 13 | 4                | 5                | 9                | 12               | -                | - | -                    | -                    | -                    |                      |                      |
| 2000-2001  | SERC Wild Wings                     | DEL           | 60 | 3                | 21               | 24               | 38               | -                | - | -                    | -                    | -                    |                      |                      |
| 2001-2002  | SERC Wild Wings                     | DEL           | 60 | 2                | 11               | 13               | 38               | -                | - | -                    | -                    | -                    |                      |                      |
| 2002-2003  | Bad Nauheim EC                      | 2. Bundesliga | 54 | 9                | 31               | 40               | 69               | 5                | 1 | 3                    | 4                    | 8                    |                      |                      |
| 2003-2004  | Bad Nauheim EC                      | 2. Bundesliga | 45 | 2                | 24               | 26               | 75               | 10               | 1 | 3                    | 4                    | 8                    |                      |                      |
| Totaux LNH | Totaux LNH                          | Totaux LNH    | 8  | 0                | 0                | 0                | 8                | -                | - | -                    | -                    | -                    |                      |                      |

### En équipe nationale
| Année | Compétition          |   | PJ | B | A | Pts | Pun                |  | Résultat |
| 1995  | Championnat du monde | 7 | 0  | 0 | 0 | 4   | Médaille de bronze |  |          |